# Dryopteris spectabilis
Dryopteris spectabilis là một loài dương xỉ trong họ Dryopteridaceae. Loài này được Macloskie & Dus mô tả khoa học đầu tiên năm 1915.
Danh pháp khoa học của loài này chưa được làm sáng tỏ. 